# Saronno Foot-Ball Club 1915-1916
Questa voce raccoglie le informazioni riguardanti il Saronno Foot-Ball Club nelle competizioni ufficiali della stagione 1915-1916.

## La stagione
Il Saronno riprende l'attività sportiva con pochi titolari e la maggior parte delle riserve.

La miglior squadra (di fatto una squadra mista fra titolari e riserve), che disputa la Coppa Lombardia manca di poco il successo contro il Legnano schierando i seguenti giocatori arrivati a Saronno da Milano previo nulla-osta di prestito:
- Renzo Bianchi dal Varese F.C.;
- Cò dal ???;
- Ribera dal ???.

## Tornei lombardi e piazzamenti
- Campionato di Terza Categoria (3 ottobre-2 gennaio): 3º classificato nel girone C.
- Coppa Internazionale di Terza Categoria (14 novembre-19 dicembre): 1º classificato.
- Coppa Lombardia (5 marzo-14 maggio): 2º classificato.

## Rosa
| N. |                   | Ruolo | Calciatore           |
| -- | ----------------- | ----- | -------------------- |
|    | Italia (bandiera) | A     | Astori               |
|    | Italia (bandiera) | A     | Virginio Banfi       |
|    | Italia (bandiera) | A     | Renzo Bianchi        |
|    | Italia (bandiera) | A     | Arturo Boiocchi (I)  |
|    | Italia (bandiera) | P     | Cò                   |
|    | Italia (bandiera) | C     | Erminio Dario        |
|    | Italia (bandiera) | C     | Ernst Gossweiler III |

| N. |                   | Ruolo | Calciatore           |
| -- | ----------------- | ----- | -------------------- |
|    | Italia (bandiera) | C     | Antonio Lietti (I)   |
|    | Italia (bandiera) | A     | Costante Longhi      |
|    | Italia (bandiera) | D     | Orfeo Regazzoni      |
|    | Italia (bandiera) | A     | Pietro Reina (I)     |
|    | Italia (bandiera) | A     | Ribera               |
|    | Italia (bandiera) | D     | Giovanni Semelli (I) |
|    | Italia (bandiera) | C     | Tanzi                |